# Charmes (Aisne)
Pour les articles homonymes, voir Charmes.
Charmes est une commune française située dans le département de l'Aisne en région Hauts-de-France.

## Géographie
Charmes est bordée par l'Oise et est située à 2 km de La Fère, à 19 km de Coucy-le-Château-Auffrique, à 20 km de Ribemont, à 21 km de Crécy-sur-Serre et à 22 km de Laon. L'accès à l'A26 est à 9 km.

### Hydrographie

#### Réseau hydrographique
La commune est située dans le bassin Seine-Normandie. Elle est drainée par le cours d'eau 01 de la commune de Beautor,.

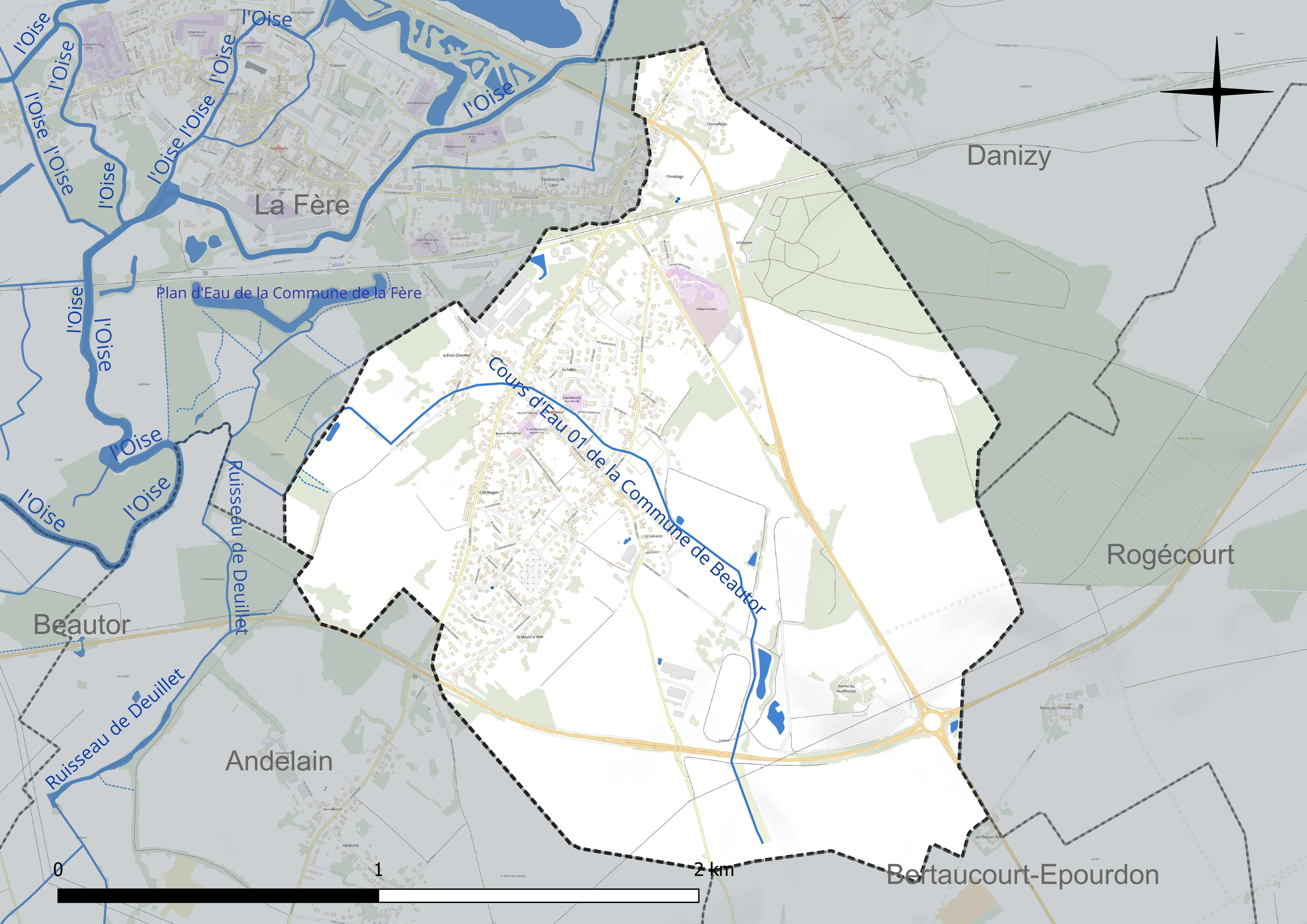
Réseau hydrographique de Charmes.

#### Gestion et qualité des eaux
Le territoire communal est couvert par le schéma d'aménagement et de gestion des eaux (SAGE) « Oise moyenne ». Ce document de planification concerne un territoire de 1 013 km2 de superficie, délimité par le bassin versant de l'Oise moyenne. Le périmètre a été arrêté le 24 avril 2017 et le SAGE est, en 2024, encore en élaboration. La structure porteuse de l'élaboration et de la mise en œuvre est le syndicat mixte du SAGE Oise-Moyenne (SMOM).
La qualité des cours d'eau peut être consultée sur un site spécial géré par les agences de l'eau et l'Agence française pour la biodiversité.

### Climat
Pour des articles plus généraux, voir Climat des Hauts-de-France et Climat de l'Aisne.
En 2010, le climat de la commune est de type climat océanique dégradé des plaines du Centre et du Nord, selon une étude du CNRS s'appuyant sur une série de données couvrant la période 1971-2000. En 2020, Météo-France publie une typologie des climats de la France métropolitaine dans laquelle la commune est exposée à un climat océanique altéré et est dans la région climatique Nord-est du bassin Parisien, caractérisée par un ensoleillement médiocre, une pluviométrie moyenne régulièrement répartie au cours de l'année et un hiver froid (3 °C).
Pour la période 1971-2000, la température annuelle moyenne est de 10,5 °C, avec  une amplitude thermique annuelle de 15,1 °C. Le cumul annuel moyen de précipitations est de 700 mm, avec 11,6 jours de précipitations en janvier et 8,7 jours en juillet. Pour la période 1991-2020 la température moyenne annuelle observée sur la station météorologique la plus proche, située sur la commune de Chauny à 12 km à vol d'oiseau, est de 11,1 °C et le cumul annuel moyen de précipitations est de 709,9 mm,. Pour l'avenir, les paramètres climatiques de la commune estimés pour 2050 selon différents scénarios d'émission de gaz à effet de serre sont consultables sur un site spécial publié par Météo-France en novembre 2022.

## Urbanisme

### Typologie
Au 1er janvier 2024, Charmes est catégorisée ceinture urbaine, selon la nouvelle grille communale de densité à 7 niveaux définie par l'Insee en 2022.
Elle appartient à l'unité urbaine de Tergnier, une agglomération intra-départementale dont elle est une commune de la banlieue,. Par ailleurs la commune fait partie de l'aire d'attraction de Tergnier, dont elle est une commune du pôle principal,. Cette aire, qui regroupe 14 communes, est catégorisée dans les aires de moins de 50 000 habitants,.

### Occupation des sols
L'occupation des sols de la commune, telle qu'elle ressort de la base de données européenne d'occupation biophysique des sols Corine Land Cover (CLC), est marquée par l'importance des territoires agricoles (67,1 % en 2018), en diminution par rapport à 1990 (68,4 %). La répartition détaillée en 2018 est la suivante : 
terres arables (47,3 %), zones urbanisées (25,8 %), prairies (11,2 %), zones agricoles hétérogènes (8,6 %), forêts (7,1 %).
L'évolution de l'occupation des sols de la commune et de ses infrastructures peut être observée sur les différentes représentations cartographiques du territoire : la carte de Cassini (XVIIIe siècle), la carte d'état-major (1820-1866) et les cartes ou photos aériennes de l'IGN pour la période actuelle (1950 à aujourd'hui).

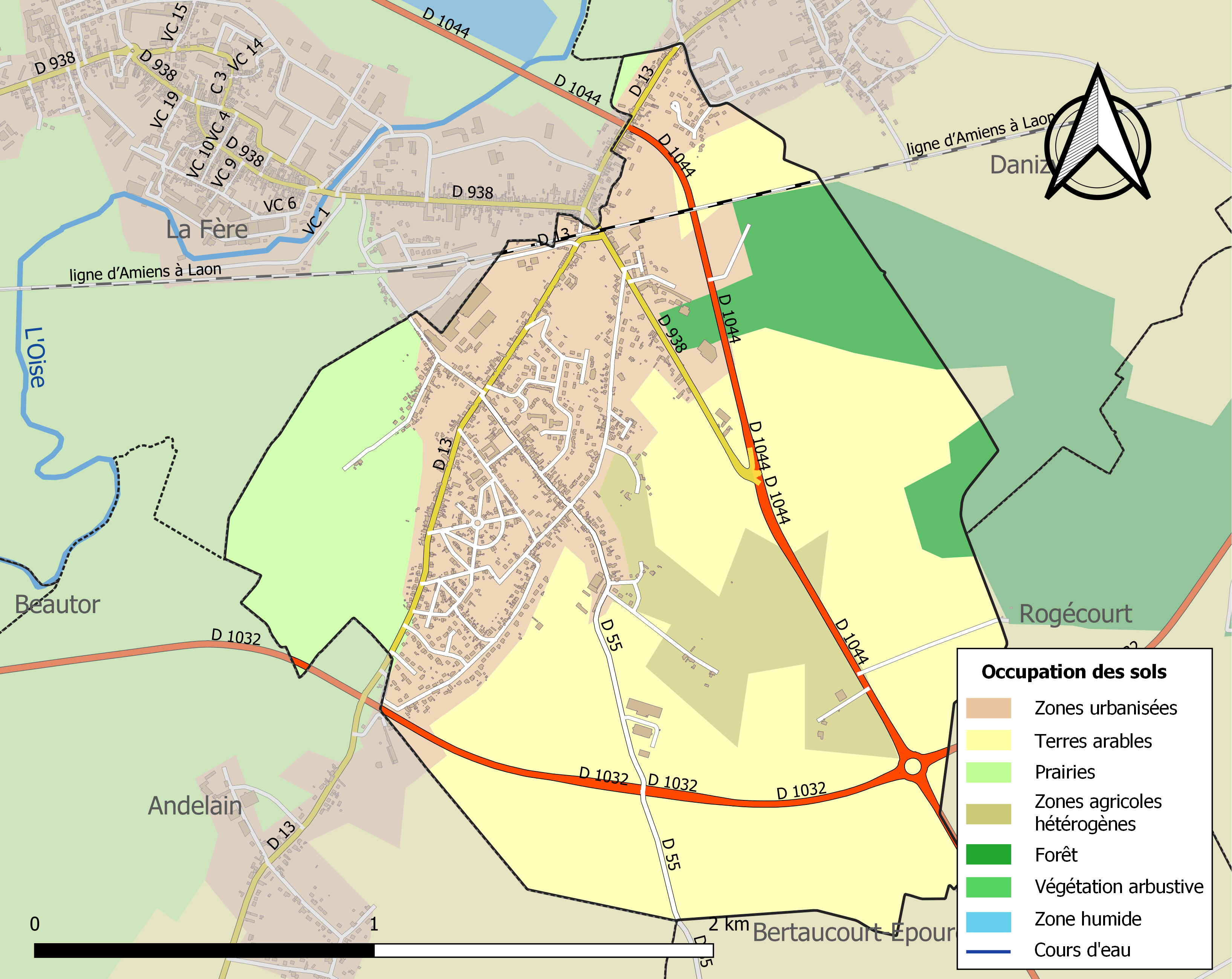
Carte des infrastructures et de l'occupation des sols de la commune en 2018 (CLC).

## Toponymie
Le nom de la localité est attesté sous les formes Chermes (1340) ; Chermes (1510) ; Chermes (1556) ; Charme (1583) ; Saint-Remy-de-Charmes (1679).
Forme locale de charme, francisation de l'oïl chermes « charmes ».

## Politique et administration

### Découpage territorial
La commune de Charmes est membre de la communauté d'agglomération Chauny-Tergnier-La Fère, un établissement public de coopération intercommunale (EPCI) à fiscalité propre créé le 1er janvier 2017 dont le siège est à Chauny. Ce dernier est par ailleurs membre d'autres groupements intercommunaux.
Sur le plan administratif, elle est rattachée à l'arrondissement de Laon, au département de l'Aisne et à la région Hauts-de-France. Sur le plan électoral, elle dépend du  canton de Tergnier pour l'élection des conseillers départementaux, depuis le redécoupage cantonal de 2014 entré en vigueur en 2015, et de la première circonscription de l'Aisne  pour les élections législatives, depuis le dernier découpage électoral de 2010.

### Administration municipale
| Période                                  | Période                   | Identité         | Étiquette | Qualité                                      |
| ---------------------------------------- | ------------------------- | ---------------- | --------- | -------------------------------------------- |
| Les données manquantes sont à compléter. |                           |                  |           |                                              |
| 18XX                                     | 18XX                      | M. Bonal         |           | Propriétaire, conseiller général             |
| 18XX                                     | 18XX                      | Charles Leroux   |           | Ingénieur et agriculteur, conseiller général |
| 19XX                                     | mars 1977                 | Louis Carpentier |           |                                              |
| Les données manquantes sont à compléter. |                           |                  |           |                                              |
| mars 2001                                | En cours (au 23 mai 2020) | Bruno Cocu       | DVD       | Retraité Réélu pour le mandat 2014-2020,     |

## Démographie
L'évolution du nombre d'habitants est connue à travers les recensements de la population effectués dans la commune depuis 1793. Pour les communes de moins de 10 000 habitants, une enquête de recensement portant sur toute la population est réalisée tous les cinq ans, les populations de référence des années intermédiaires étant quant à elles estimées par interpolation ou extrapolation. Pour la commune, le premier recensement exhaustif entrant dans le cadre du nouveau dispositif a été réalisé en 2007.

En 2022, la commune comptait 1 596 habitants, en évolution de −2,8 % par rapport à 2016 (Aisne : −1,97 %, France hors Mayotte : +2,11 %).
| 1793 | 1800 | 1806 | 1821 | 1831 | 1836 | 1841 | 1846 | 1851 |
| ---- | ---- | ---- | ---- | ---- | ---- | ---- | ---- | ---- |
| 355  | 431  | 421  | 464  | 626  | 662  | 646  | 218  | 788  |

| 1856 | 1861 | 1866 | 1872 | 1876 | 1881 | 1886 | 1891 | 1896 |
| ---- | ---- | ---- | ---- | ---- | ---- | ---- | ---- | ---- |
| 796  | 775  | 801  | 777  | 793  | 855  | 921  | 883  | 962  |

| 1901  | 1906  | 1911  | 1921 | 1926  | 1931  | 1936  | 1946  | 1954  |
| ----- | ----- | ----- | ---- | ----- | ----- | ----- | ----- | ----- |
| 1 114 | 1 097 | 1 072 | 653  | 1 473 | 1 489 | 1 503 | 1 694 | 1 776 |

| 1962  | 1968  | 1975  | 1982  | 1990  | 1999  | 2006  | 2007  | 2012  |
| ----- | ----- | ----- | ----- | ----- | ----- | ----- | ----- | ----- |
| 1 924 | 1 910 | 1 778 | 1 751 | 1 855 | 1 749 | 1 703 | 1 693 | 1 642 |

| 2017  | 2022  | - | - | - | - | - | - | - |
| ----- | ----- | - | - | - | - | - | - | - |
| 1 652 | 1 596 | - | - | - | - | - | - | - |

## Culture locale et patrimoine

### Lieux et monuments
- Église Saint-Pierre. Dans l'enclos de l'église (ancien cimetière), un calvaire.
- "Château" de Charmes, construit au XVIIe siècle, en brique et pierre, par la famille du Passage.
- Monument aux morts.

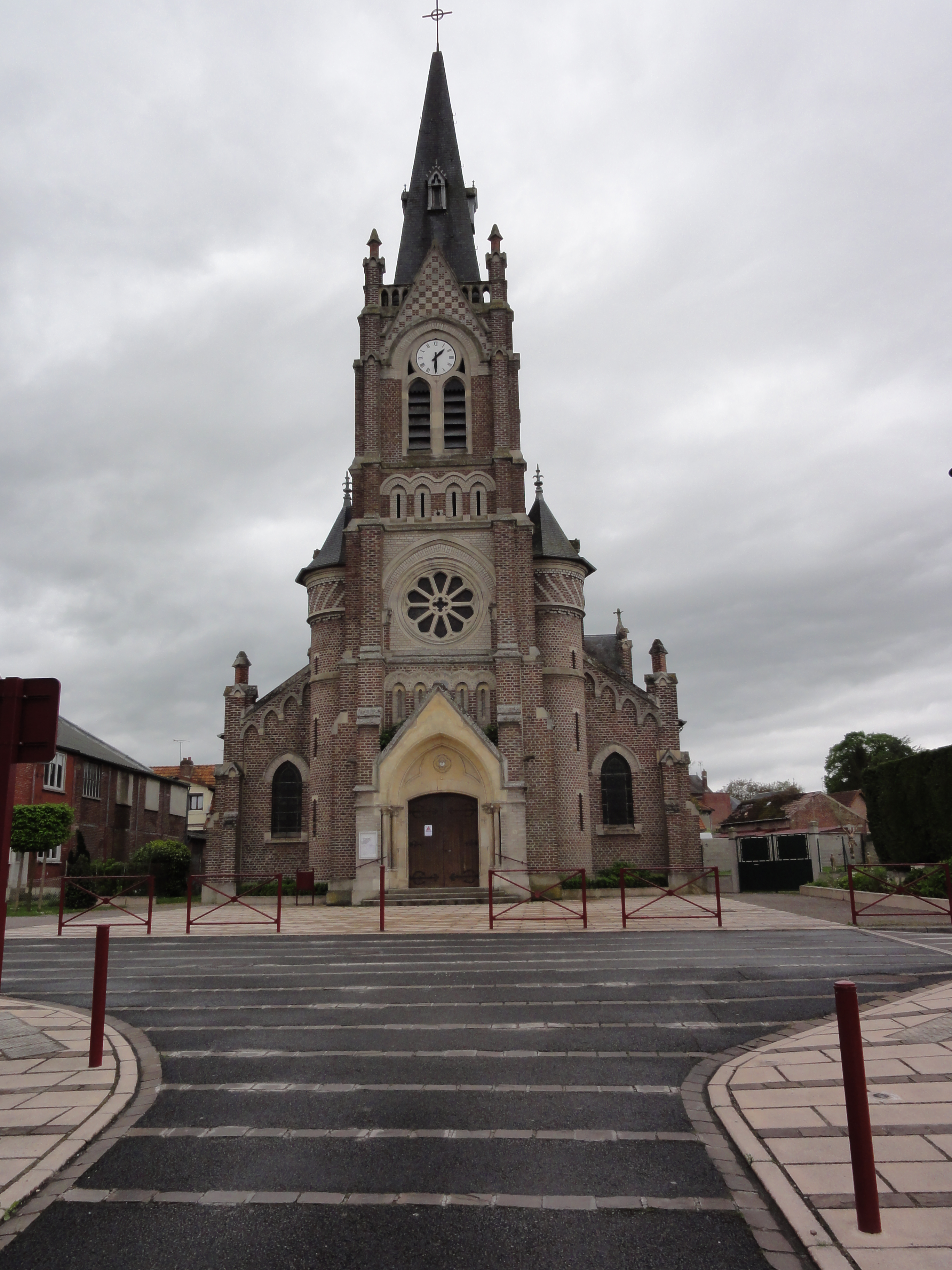
Église Saint-Pierre.
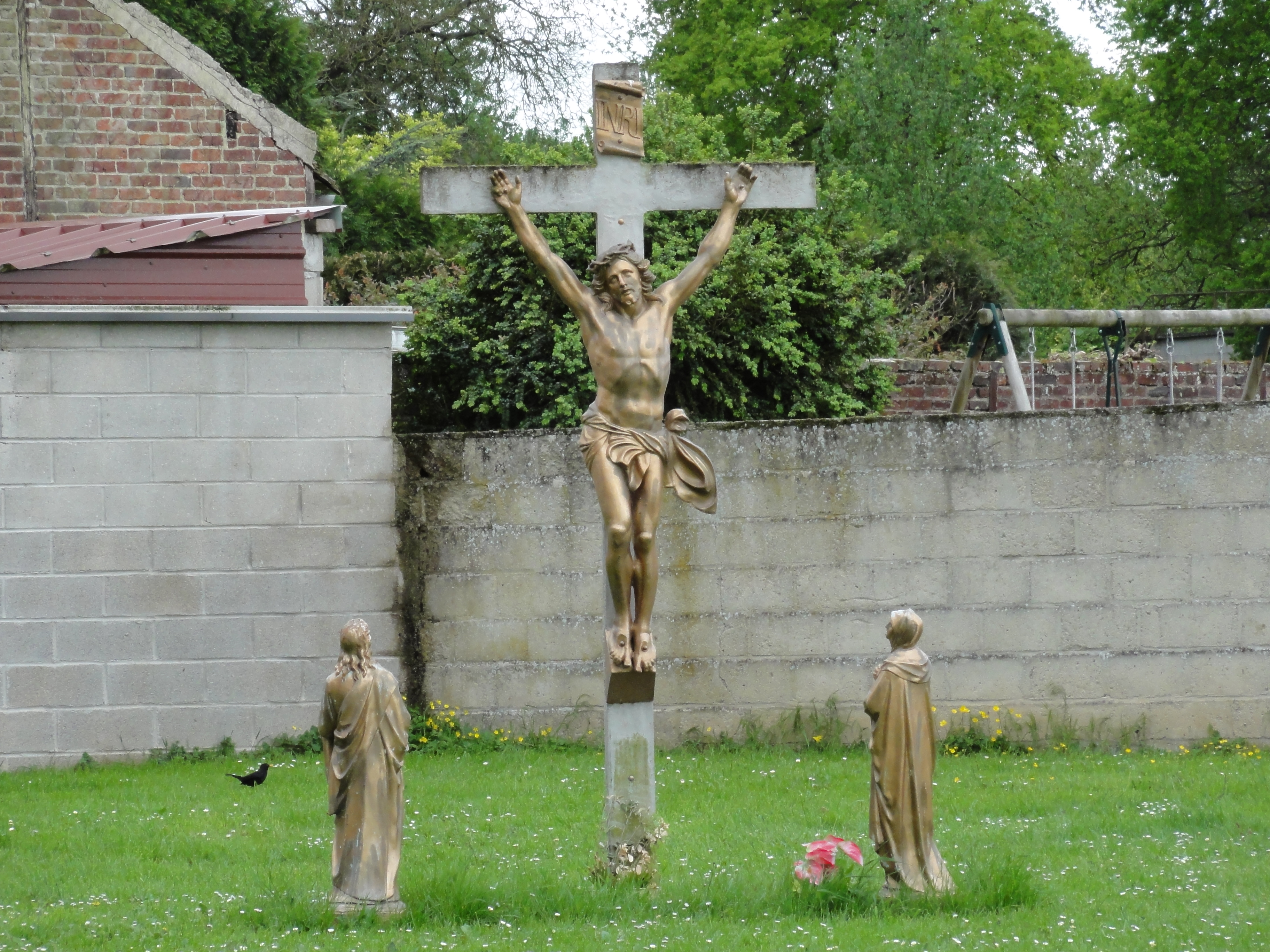
Calvaire de l'enclos de l'église.
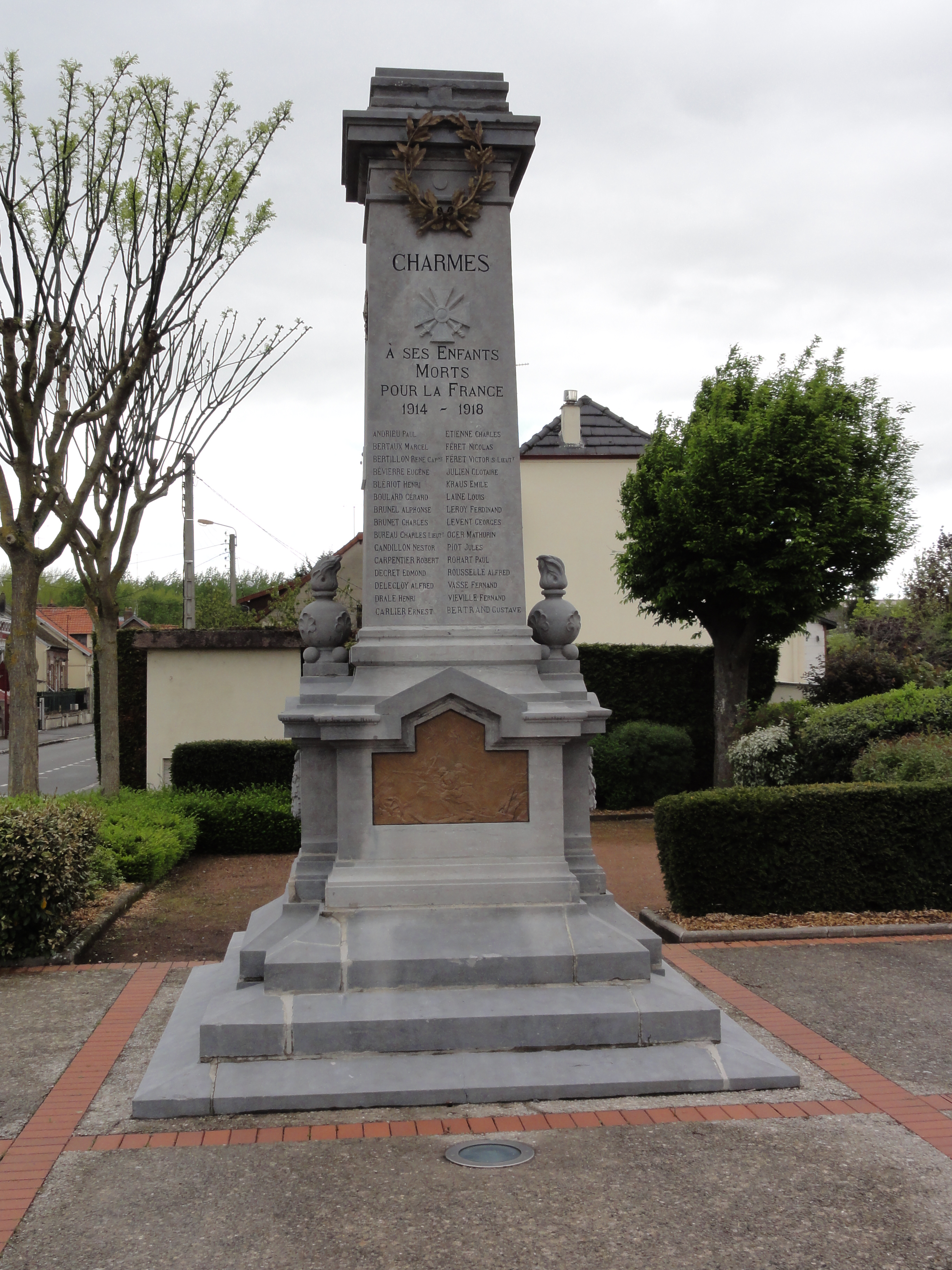
Monument aux morts.

### Héraldique
| Blason de Charmes | Blason  | Écartelé : au 1er de gueules à deux roues d'engrenage d'argent, engrenées en bande, celle du chef plus petite, au 2e fascé de vair et de gueules, au 3e d'azur au pigeonnier du lieu d'argent, maçonné de sable, au 4e de gueules à la houe d'or posée en bande. Ornements extérieursCroix de guerre 1914-1918 |
| Blason de Charmes | Détails | Blason adopté par la municipalité. |

## Pour approfondir